# Куинана
Куина́на (англ. Kwinana) — малый город (англ. town), район местного самоуправления в австралийском штате Западная Австралия. Является одним из пригородов города Перт и расположен примерно в 40 км к югу от городского делового центра Перта. Согласно переписи 2006 года, численность населения города составляла 19 907 человека.

## Название
Куинана названа в честь одноимённого парохода, который, в свою очередь, позаимствовал имя у одного из районов округа Кимберли в Западной Австралии. Название имеет аборигенное происхождение и с одного из языков австралийских аборигенов переводится как «привлекательная девушка».

## Население
По данным переписи населения 2006 года, в городе проживало 19 907 человек. Показатели по половым категориям в городе были следующие: 9955 мужчин и 9952 женщины. Показатели по возрастным категориям: 8,2 % жителей до 4 лет, 15,7 % жителей от 5 до 14 лет, 13,6 % жителей от 15 до 24 лет, 42,1 % жителей от 25 до 54 лет, 20,5 % жителей старше 55 лет. Средний возраст составлял 33 года.
Национальный состав населения был 63,1 % австралийцев, 12,3 % англичан, 3,2 % новозеландцев, 1,7 % шотландцев, 0,8 % южноафриканцы, 0,6 % немцев. Доля жителей, родившихся за рубежом, составляла 26,4 %. Основным языком общения в городе (84,8 %) был английский язык. По религиозному составу: доля атеистов составляла 27,7 %, англиканцев — 20,7 %, католиков — 18,4 %, членов Объединённой церкви — 2,6 %.
Доля семей, в которых были дети, составляли 42 % жителей; доля бездетных семей — 37,3 %; доля неполных семей с хотя бы одним родителем — 19,4 %. Домашние хозяйства из одной семьи составляли 65,3 % всех домашних хозяйств Куинаны.
Средний еженедельный доход на человека старше 15 лет — AUD$ 416. Уровень безработицы в Куинане в 2006 году составлял 6,4 %.

## История
План по созданию малого города Куинана, одного из индустриальных центров, появился у правительства Западной Австралии в начале 1950-х годов. В скором времени появился один из пригородов, Медина, в котором дома были построены по заказу правительства штата и предназначались по большей части для выходцев из Англии и Шотландии.
Первый орган местного самоуправления в районе, дорожный округ Куинана (англ. Kwinana Road District), был создан 15 февраля 1954 года, а 11 февраля 1961 года был окончательно создан после избрания населения административный орган района в составе 7 членов. В 1960 году дорожный округ Куинана получил статус муниципалитета, а в 1977 году — малого города/тауна (англ. Town of Kwinana).
В настоящее время город активно развивается, и, предположительно, уже в 2010 году получит статус большого города, или сити.

## Экономика
Куинана является одним из промышленных центров Западной Австралии. В нём расположен нефтеперерабатывающий завод, активно развивается цветная и чёрная металлургия, химическая, цементная, пищевая и другие виды промышленности. Действует порт.